# Hedy Gubbels
Hedy S. Gubbels (Rotterdam, 24 juni 1950 – aldaar, 10 mei 2023) was een Nederlands beeldend kunstenaar, actief als schilder en tekenaar. 

## Loopbaan
Gubbels volgde de kunstopleiding aan de Willem de Kooning Academie te Rotterdam. 
Na haar afstuderen ontving ze in 1980 ter aanmoediging een Koninklijke Prijs voor Vrije Schilderkunst.
Naast haar beroepspraktijk in Rotterdam begon ze als docent aan de Willem de Kooning Academie. 
Met schilderen en gemengde technieken verbeeldt ze vooral menselijke figuren.
Ze overleed in 2023 op 72-jarige leeftijd.

## Exposities, een selectie
- 1986. François Konings, Hannes Postma, Hedy Gubbels, Jos van der Meulen, Kees Spermon, Klaas Gubbels, Lady Jacobs en Michel Snoep. Galerie De Lachende Koe, Delfshaven[4][5]
- 1990. Geert Baas, Hedy Gubbels, Age Klink, Louis Looyschelder, Kees Touw, Hans Wap, openingsexpositie galerie De Studio, Rotterdam.[6]
- 1994. Galerie '94, Kunsthal Rotterdam.[7]
- 1996. Online in Centrum Beeldende Kunst Rotterdam; met werk van Kees Spermon, Hedy Gubbels, Otto Egberts, Age Klink en Arie de Groot.[8]